# Camptotypus philippinus
Camptotypus philippinus là một loài tò vò trong họ Ichneumonidae.